# Abbi Grant
Abbi Grant (Dundee, 11 dicembre 1995) è una calciatrice scozzese, attaccante del Durham e della nazionale scozzese.

## Carriera

### Club
Nel 2011 milita nel Rangers, quando si trasferisce ufficialmente al Forfar Farmington. Dopo aver collezionato, con questo club, 34 presenze in campionato corredate da 11 reti, viene ingaggiata dal Glasgow City, con cui vince la Scottish Women's Premier League nelle edizioni 2014, 2015 e 2017, la Scottish Women's Cup del 2014 e del 2015 e la Scottish Women's Premier League Cup nel 2015. Nel 2016 milita in due club, l'Hibernian e il Celtic, prima di unirsi nuovamente, nel 2017, al Glasgow City. Nel gennaio 2019 passa all'Anderlecht, dove rimane fino al termine della stagione, in cui il club vince la Super League 2018-2019. Al termine della stagione si trasferisce al Birmingham City, firmando un contratto biennale: con il club belga totalizza, nelle due stagioni di campionato, 15 presenze impreziosite da due reti. Al termine della stagione 2020-2021 non rinnova il contratto con il club inglese, e il 21 luglio viene ingaggiata a parametro zero dal Leicester City. Il 26 gennaio 2022 viene ceduta in prestito fino a fine stagione al Glasgow City, che decide poi di acquistarla definitivamente per la stagione 2022-2023. Il 10 gennaio 2024 viene ingaggiata dal Panathīnaïkos, con cui firma un contratto fino al termine della stagione. Infine, il 4 giugno dello stesso anno firma un contratto con il Durham.

### Nazionale
Grant inizia a essere convocata dalla Federcalcio scozzese nel 2009, inserita in rosa con la formazione under 15 che nel novembre di quell'anno affronta in amichevole le pari età del Galles, siglando in quell'occasione una delle reti della vittoria delle scozzesi per 3-0.
Un anno più tardi viene chiamata per la prima volta in under 17, con la quale dopo essere stata testata nella doppia amichevole con la Danimarca del 19 e 21 settembre, andando a rete al debutto, viene confermata nella squadra che affronta le qualificazioni all'edizione 2011 dell'Europeo di categoria. Al suo primo impegno ufficiale in un torneo giovanile UEFA scende in campo in 5 delle 6 partite giocate dalla sua nazionale, la quale dopo aver passato il primo turno non riesce a qualificarsi per la fase finale. Rimasta in quota anche per l'edizione 2012, Grant gioca tutti i tre incontri nel gruppo 10 della prima fase di qualificazione dove la Scozia con una sola vittoria e due pareggi viene eliminata all'inizio del torneo. Tra incontri ufficiali e amichevoli matura complessivamente 14 presenze andando a rete in 5 occasioni.
Sempre nel 2012 arriva anche la convocazione in under 19, con la responsabile federale Shelley Kerr che dopo averla valutata in amichevole il 21 agosto nella netta vittoria per 7-1 sull'Irlanda la inserisce in rosa in previsione delle qualificazioni all'Europeo di Galles 2013, impiegandola poi in tutti i sei incontri delle due fasi senza che la Scozia riesca a qualificarsi per la fase finale. Affidata a Gareth Evans da giugno 2013, il tecnico inglese le rinnova la fiducia chiamandola anche per il successivo Europeo di Norvegia 2014 al quale la giovanile scozzese riesce ad accedere a quattro anni dall'ultima qualificazione. Dopo aver marcato 5 presenze nelle due fasi iniziali Grant scende in campo in tutti i tre incontri del gruppo A dove la sua nazionale, con una sola vittoria e due sconfitte, viene eliminata già alla fase a gironi. Quella è anche l'ultima sua esperienza in U19, che lascia con un tabellino di 2 reti siglate su 22 incontri tra ufficiali e amichevoli.
Nel 2018 viene convocata per la prima volta dalla nazionale maggiore. Esordisce il 6 marzo 2018 in un incontro vinto 2-0 contro la Nuova Zelanda. La prima competizione ufficiale a cui partecipa sono le qualificazioni al campionato europeo femminile di calcio 2022, il 30 settembre 2019, in una vittoria per 8-0 contro il Cipro. Segna il suo primo gol con la nazionale durante la Pinatar Cup 2020, nella vittoria per 1-0 contro l'Islanda. Il torneo è poi stato vinto proprio dalla Scozia.

## Statistiche

### Presenze e reti nei club
Statistice aggiornate al 4 giugno 2024.
| Stagione                 | Squadra                  | Campionato               | Campionato | Campionato | Coppe nazionali | Coppe nazionali | Coppe nazionali | Coppe continentali | Coppe continentali | Coppe continentali | Altre coppe | Altre coppe | Altre coppe | Totale | Totale |
| Stagione                 | Squadra                  | Comp                     | Pres       | Reti       | Comp            | Pres            | Reti            | Comp               | Pres               | Reti               | Comp        | Pres        | Reti        | Pres   | Reti   |
| ------------------------ | ------------------------ | ------------------------ | ---------- | ---------- | --------------- | --------------- | --------------- | ------------------ | ------------------ | ------------------ | ----------- | ----------- | ----------- | ------ | ------ |
| 2011                     | Rangers                  | SWPL                     | 1          | 0          | -               | -               | -               | -                  | -                  | -                  | -           | -           | -           | 1      | 0      |
| 2012                     | Forfar Farmington        | SWPL                     | 15         | 3          | -               | -               | -               | -                  | -                  | -                  | -           | -           | -           | 15     | 3      |
| 2013                     | Forfar Farmington        | SWPL                     | 19         | 8          | -               | -               | -               | -                  | -                  | -                  | SWCPL Cup   | -           | -           | 22     | 8      |
| Totale Forfar Farmington | Totale Forfar Farmington | Totale Forfar Farmington | 34         | 11         | -               | -               | -               | -                  | -                  | -                  | -           | 3           | 0           | 37     | 11     |
| 2014                     | Glasgow City             | SWPL                     | ?          | ?          | -               | -               | -               | UWCL               | 9                  | 1                  | -           | -           | -           | 9+     | 1+     |
| 2015                     | Glasgow City             | SWPL                     | ?          | ?          | -               | -               | -               | UWCL               | 2                  | 0                  | -           | -           | -           | 2+     | 0+     |
| 2016                     | Hibernian                | SWPL                     | ?          | ?          | SWC             | ?               | ?               | -                  | -                  | -                  | SWCPL Cup   | ?           | ?           | ?      | ?      |
| 2016                     | Celtic                   | SWPL                     | ?          | ?          | -               | -               | -               | -                  | -                  | -                  | -           | -           | -           | ?      | ?      |
| 2017                     | Glasgow City             | SWPL                     | ?          | ?          | -               | -               | -               | UWCL               | 2                  | 3                  | -           | -           | -           | 2+     | 3+     |
| 2018                     | Glasgow City             | SWPL                     | ?          | ?          | -               | -               | -               | UWCL               | 7                  | 2                  | -           | -           | -           | 7+     | 2+     |
| gen.-giu. 2019           | Anderlecht               | SL                       | 12         | 4          | -               | -               | -               | -                  | -                  | -                  | -           | -           | -           | 12     | 4      |
| 2019-2020                | Birmingham City          | WSL                      | 13         | 2          | FA              | 4               | 1               | -                  | -                  | -                  | -           | -           | -           | 17     | 3      |
| 2020-2021                | Birmingham City          | WSL                      | 2          | 0          | FA              | 1               | 0               | -                  | -                  | -                  | -           | -           | -           | 3      | 0      |
| Totale Birmingham City   | Totale Birmingham City   | Totale Birmingham City   | 15         | 2          | -               | 5               | 1               | -                  | -                  | -                  | -           | -           | -           | 20     | 3      |
| 2021- gen. 2022          | Leicester City           | WSL                      | 1          | 0          | FA              | 1               | 0               | -                  | -                  | -                  | -           | -           | -           | 2      | 0      |
| gen.-giu. 2022           | Glasgow City             | SWPL                     | 1          | 2          | -               | -               | -               | -                  | -                  | -                  | -           | -           | -           | 1      | 2      |
| 2022-2023                | Glasgow City             | SWPL                     | 17         | 4          | -               | -               | -               | UWCL               | 1                  | 0                  | -           | -           | -           | 18     | 4      |
| Totale Glasgow City      | Totale Glasgow City      | Totale Glasgow City      | 18+        | 6+         | -               | -               | -               | -                  | 21                 | 6                  | -           | -           | -           | 39+    | 12+    |
| gen.-giu. 2024           | Panathīnaïkos            | AE                       | 9          | 2          | -               | -               | -               | -                  | -                  | -                  | -           | -           | -           | 9      | 2      |
| 2024-2025                | Durham                   | WC                       | 0          | 0          | -               | -               | -               | -                  | -                  | -                  | -           | -           | -           | 0      | 0      |
| Totale carriera          | Totale carriera          | Totale carriera          | 90+        | 25+        | -               | 6+              | 1+              | -                  | 20                 | 6                  | -           | 3+          | 0+          | 119+   | 32+    |

## Palmarès

### Club
- Campionato belga: 1

Anderlecht: 2018-2019
- Campionato scozzese: 3

Glasgow City: 2014, 2015, 2017
- Scottish Women's Cup: 2

Glasgow City: 2014, 2015
- Scottish Women's Premier League Cup: 1

Glasgow City: 2015

### Nazionale
- Pinatar Cup: 1

2020